# Roccavione
Roccavione (piemontiul: Rocavion) település Olaszországban, Piemont régióban, Cuneo megyében. Lakosainak száma 2621 fő (2023. január 1.). Roccavione Borgo San Dalmazzo, Boves, Roaschia, Robilante, Valdieri és Limone Piemonte községekkel határos.

## Népesség
A település lakossága az elmúlt években az alábbi módon változott:
| Lakosok száma | 2693 | 2648 | 2621 |
|               | 2017 | 2018 | 2023 |